# Inga rosea
Inga rosea är en fjärilsart som beskrevs av Edward Meyrick 1920. Inga rosea ingår i släktet Inga och familjen praktmalar, Oecophoridae. Inga underarter finns listade i Catalogue of Life.